# Bridgette Kerkove
Bridgette Kerkove (ur. 8 lutego 1977 w Los Angeles) – amerykańska aktorka, reżyserka i producentka filmów pornograficznych. Występowała także jako Bridge, Brigette Kerkove, Bridgitte, Hannah Johnson, Bridget Kerkova, Patricia Lynn Kerkove i Bridgette Kerkov.

## Życiorys

### Wczesne lata
Urodziła się w Los Angeles w stanie Kalifornia. Uczęszczała do Burbank High School w Burbank.

### Kariera
Karierę w tej branży zaczęła w 1998 roku, w wieku 21 lat. W roku 1999 pobiła rekord przemysłu pornograficznego – wystąpiła w 203 scenach w ciągu 344 dni. W roku 2000 wystąpiła w 205 scenach w ciągu 319 dni, w tym Backseat Driver 12 (2000) z Brianem Surewoodem, Tiną Cheri i Tyce Bune.
Od 2001 roku także reżyserowała filmy dla Metro Studios i No Boundaries. Jej własna seria filmów zatytułowana była Bridgette’s Hellions. Wzięła także udział w filmie dokumentalnym Porn Star: The Legend of Ron Jeremy (2001). W 2002 i 2003 gościła w programie Howarda Sterna.
W 2000 roku wygrała nagrodę AVN Award dla najlepszej gwiazdki. 
W 2001 dostała 13 nominacji do nagród AVN, więcej niż każdy inny aktor, a także nominację do francuskiej nagrody Hot d'Or w kategorii „Najlepsza amerykańska gwiazdka”.
31 października 2001 ze względu na ciążę wycofała się z branży. Do kręcenia filmów porno wróciła w 2002.
W 2004 była nominowana do AVN Award w pięciu kategoriach: „Najlepsza aktorka drugoplanowa – wideo” i „Najlepsza scena seksu solo” w Improper Conduct (2003), „Wykonawczyni roku”, „Najlepsza scena seksu grupowego” w Clusterfuck (2004) z Jayem Ashleyem, Steve’em Holmesem, Trentem Tesoro, Scottem Lyonsem, Rickiem Mastersem, Skeeterem Kerkove, Mr. Pete i Benem Englishem oraz „Najlepsza scena seksu samych dziewczyn” w Improper Conduct (2003) z Devinn Lane.

## Życie prywatne
25 września 1999 wyszła za mąż za Skeetera Kerkove, reżysera filmów porno. Mają dwoje dzieci: córkę Kaylynn Ashley (ur. 21 lipca 2002) i syna Carsona Mavericka (ur. 24 października 2004). Jednak 6 czerwca 2006, małżeństwo po siedmiu latach, zostało anulowane. 

## Nagrody
| Rok  | Nagroda      | Kategoria                                   | Film                        | Inni wykonawcy                                                |
| ---- | ------------ | ------------------------------------------- | --------------------------- | ------------------------------------------------------------- |
| 2000 | AVN Award    | Najlepsza gwiazdka                          | –                           | –                                                             |
| 2001 | AVN Award    | Najbardziej skandaliczna scen seksu - wideo | In The Days of Whore (2000) | Tyce Buné                                                     |
| 2001 | FOXE Award – | Ulubienica fanów                            | –                           | –                                                             |
| 2001 | Venus Award  | Najlepsza amerykańska aktorka               | –                           | –                                                             |
| 2002 | AVN Award    | Najlepsza scena seksu grupowego - wideo     | Succubus (2001)             | Nikita Denise, Ava Vincent, Herschel Savage i Trevor Thompson |
| 2011 | AVN Award    | AVN Hall of Fame (Aleja Sław)               | –                           | –                                                             |